# Jędrzej Jędrych
Jędrzej Jędrych (* 11. August 1967 in Kolbuszowa) ist ein polnischer Politiker (PiS). Er gehörte von 2005 bis 2007 dem Sejm in dessen V. Wahlperiode an.

## Leben und Beruf
Jędrych studierte an der Schlesischen Universität in Katowice Politikwissenschaft. Seit den 1990er Jahren arbeitete er für Genossenschaftsbanken, zuletzt als Regionaldirektor der TU SKOK Życie S.A. in Katowice. Zwischenzeitlich war er Pressesprecher des Woiwoden Marek Kempski.
Er ist verheiratet. Des Weiteren war er von 2008 bis 2010 Präsident des polnischen Fußballvereins Górnik Zabrze.

## Politik
Zunächst gehörte Jędrych der Ruch Odbudowy Polski an, wechselte jedoch 2001 zur Prawo i Sprawiedliwość (PiS), für die er bei der Parlamentswahl 2001 noch erfolglos zum Sejm kandidierte. Von 2002 bis 2005 gehörte er dem Woiwodschaftssejmik der Woiwodschaft Schlesien an. Zwischen dem 25. September 2005 und 2007 war er Abgeordneter der PiS im Sejm. Er wurde bei der Parlamentswahl 2005 mit 13.791 Stimmen aus dem Wahlkreis 29 Gliwice gewählt. 2007 wurde er nicht wiedergewählt.

## Ehrungen
2018 wurde er mit dem Ritterkreuz des Ordens Polonia Restituta und dem Krzyż Wolności i Solidarności ausgezeichnet.